# ماركوس باجداتيس
ماركوس باغداتيس (باليونانية: Μάρκος Παγδατής) (مواليد 17 يونيو 1985 في ليماسول - قبرص) لاعب كرة مضرب قبرصي من أصل لبناني.

## روابط إضافية
- Marcos Baghdatis's official website(بالإنجليزية)(بالفرنسية)
- ماركوس باجداتيس على موقع رابطة محترفي التنس (الإنجليزية)
- ماركوس باجداتيس على موقع الاتحاد الدولي لكرة المضرب (الإنجليزية)
- ماركوس باجداتيس على موقع كأس ديفيز (الإنجليزية)
- ماركوس باجداتيس على موقع خلاصة التنس.كوم (الإنجليزية)
- ماركوس باجداتيس على موقع إي إس بي إن.كوم (الإنجليزية)
- ماركوس باجداتيس على موقع أوليمبيديا (الإنجليزية)
- Baghdatis World Ranking History
- Mouratoglou Tennis Academy
- Marcos Baghdatis Unofficial Fanzone نسخة محفوظة 16 سبتمبر 2007 على موقع واي باك مشين.
- All hail Baghdatis
- Marcos Baghdatis's junior profile on ITF
- General information about Baghdatis
- Greek News about Marcos Baghdatis